# سكوت وود
سكوت وود (21 يونيو 1990 في الولايات المتحدة - ) (بالإنجليزية: Scott Wood)‏ هو لاعب كرة سلة أمريكي في مركز هجوم صغير الجسم. لعب مع سي بي مورسيا.

## وصلات خارجية
- سكوت وود على موقع سبورتس رفرنس (الإنجليزية)
- سكوت وود على موقع الدوري الإسباني لكرة السلة (الإسبانية)
- سكوت وود على موقع كرة السلة الأوروبية.كوم (الإنجليزية)
- سكوت وود على موقع كلية كرة السلة في سبورتس رفرنس.كوم (الإنجليزية)
- سكوت وود على موقع ريلجم (الإنجليزية)
- سكوت وود على موقع بروبوليرز (الإنجليزية)
- سكوت وود على موقع سبورتس رفرنس (الإنجليزية)
- سكوت وود على موقع سبورتس رفرنس (الإنجليزية)